# Vénus endormie (Giorgione)
Pour les articles homonymes, voir Vénus endormie.
La Vénus endormie (Venere dormiente), également connue sous le nom de Vénus de Dresde (Venere di Dresda), réalisée vers 1510, est traditionnellement attribuée au peintre de la Renaissance italienne Giorgione. Le tableau a été achevé et en partie repeint par Le Titien après la mort de Giorgione, vers 1511-1512. Il est conservé à la Gemäldegalerie Alte Meister de Dresde.

## Attribution
Il est généralement admis que le tableau a été terminé par Le Titien, élève de Giorgione, le tableau étant inachevé au moment de la mort de Giorgione ; le paysage et le ciel sont acceptés comme étant principalement de lui, mais même après une analyse approfondie de la toile, les experts ne savent pas attribuer des parties du tableau à l'un ou l'autre de ces deux peintres. Au XXIe siècle, beaucoup d'opinions savantes ont encore changé, pour voir la figure nue de Vénus comme également peinte par Le Titien, laissant la contribution de Giorgione incertaine. 
Le Titien, en 1534, a peint la Vénus d'Urbin, une œuvre similaire, et plusieurs autres nus féminins allongés, tels que ses compositions répétées de Vénus et Musicien et de Danaé, toutes deux à partir des années 1540. D'autres éléments sont réutilisés par Le Titien : les montagnes à l'horizon à gauche, qui réapparaissent dans La Madone gitane (vers 1511, Vienne (Autriche)) et les bâtiments à droite, visibles dans le Noli me tangere, vers 1514 (National Gallery).

## Histoire

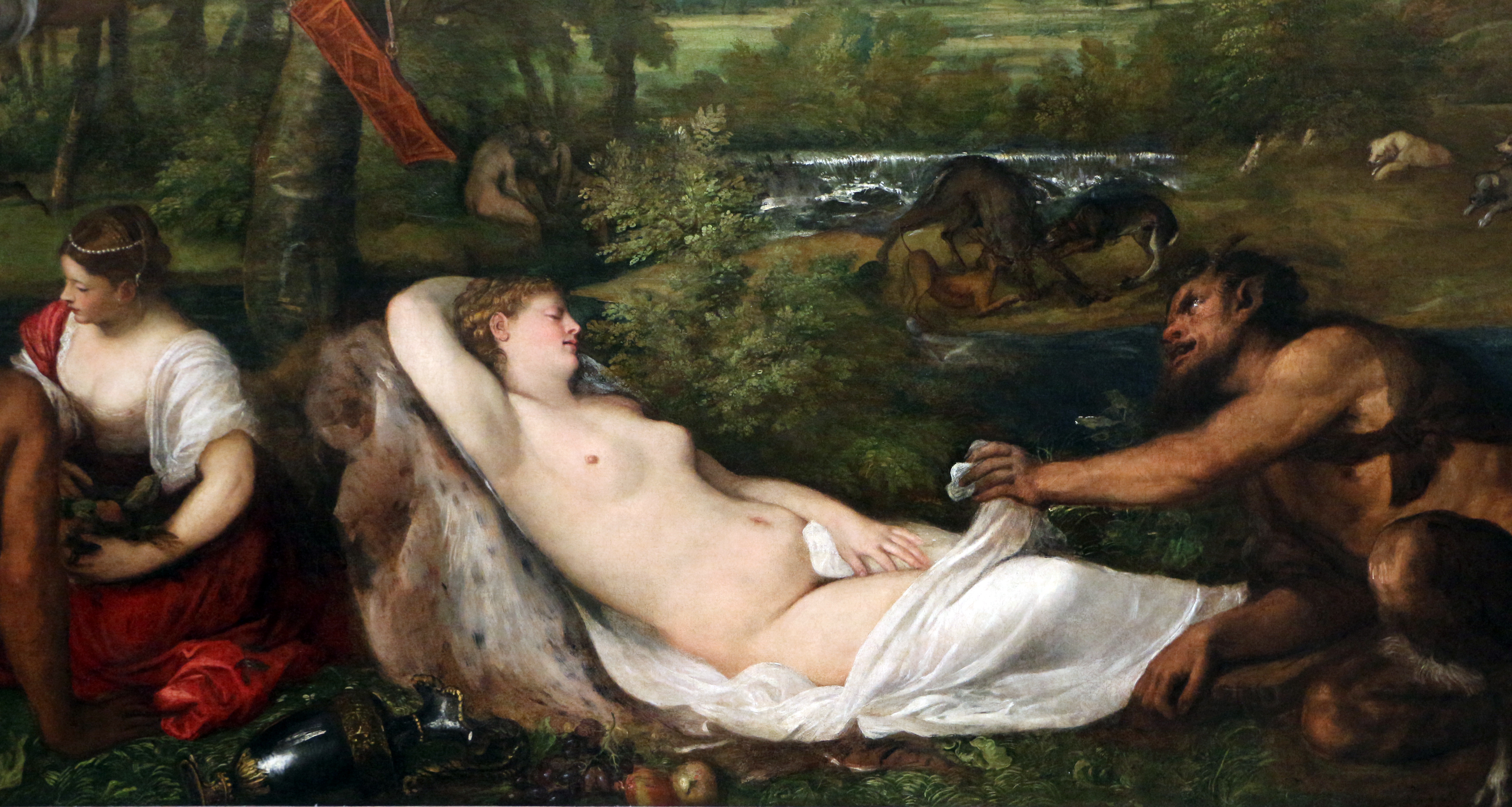
Le Titien, Jupiter et Antiope, détail de la Vénus du Prado, 1551.

Le tableau est généralement identifié avec celui avec Cupidon, décrit dans la collection de Girolamo Marcello, membre d'une des grandes familles vénitiennes, en 1525 par Marcantonio Michiel, un patricien vénitien intéressé par l'art, qui a laissé des notes compilées entre 1521 et 1543 environ sur les peintures qu'il a vues, et qui l'a découvert dans la maison de Girolamo Marcello vers 1525. Marcello s'est marié en 1507 ; les historiens d'art pensent qu'il a commandé le tableau pour célébrer l'évènement. La pertinence d'un nu couché comme image de mariage a également été explorée en relation avec la Vénus d'Urbin. Il a probablement été demandé au Titien de modifier la peinture car elle était considérée comme trop idéalisée, ne convenant pas à l'occasion d'un mariage : Le Titien a inséré des détails qui - tels que la draperie douce sur laquelle repose le corps nu de Vénus - ont accentué l'érotisme de la représentation . La figure de Vénus a probablement été choisie pour justifier les prétentions de descendance de la famille Marcello de la Iulii, qui dans l'Énéide est célébrée comme une lignée née de la déesse.
Michiel décrit le tableau comme de Giorgione, mais avec le paysage complété par Le Titien, et jusqu'à très récemment, cette double attribution était généralement acceptée. Les historiens de l'art savaient toutefois que les « Giorgiones » étaient déjà rares et surattribués même à cette date précoce. Au moins au moment où Carlo Ridolfi a vu le tableau de Marcello, environ un siècle plus tard, Cupidon tenait un oiseau, alors que dans le tableau de Dresde (vu aux rayons X), il semble pointer son arc, peut-être vers le spectateur, bien que sa pose soit difficile à déchiffrer. Il reste possible que le tableau de Marcello ne soit pas en fait celui qui se trouve actuellement à Dresde, ou qu'il le soit, mais que les informations que Michiel a données quant à sa paternité soient incorrectes.
Le tableau a été acheté au marchand français C. Le Roy pour Auguste II de Saxe en 1695 en tant que Giorgione, mais en 1722, il a été décrit dans un catalogue comme la « célèbre Vénus couchée dans un paysage du Titien ». Dans l'inventaire de 1856, il est inscrit comme une copie de Giovanni Battista Salvi du Titien. Il n'a pas été identifié avec le tableau que Michiel a vu avant le XIXe siècle, lorsque Giovanni Morelli l'a suggéré, après quoi l'attribution de Michiel à Giorgione avec un paysage du Titien, a été largement acceptée pendant plus d'un siècle. Le dessin sous-jacent a été perdu lorsque la peinture a été transférée sur une nouvelle toile, probablement au début du XIXe siècle.
Après la Seconde Guerre mondiale, le tableau fut brièvement en possession de l'Union des républiques socialistes soviétiques.

## Iconographie
Le tableau, l'une des dernières œuvres de Giorgione (s'il en est), représente une femme nue dont le profil semble faire écho aux contours ondulants des collines en arrière-plan. C'est le premier nu couché connu dans la peinture occidentale, et avec le Le Concert champêtre du musée du Louvre, une autre peinture disputée entre Le Titien et Giorgione, il a établi « le genre de la pastorale mythologique érotique », avec des nus féminins dans un paysage, accompagné dans ce cas de mâles vêtus. Une seule femme nue dans n'importe quelle position est un sujet inhabituel pour un grand tableau à cette date, bien qu'il devienne populaire pendant les siècles suivants car « le nu féminin allongé est devenu un trait distinctif de la peinture vénitienne ».
Il y avait à l'origine une figure assise de Cupidon à côté des pieds de Vénus, qui a été repeinte au XIXe siècle. Au cours de sa réalisation, le paysage a également été modifié des deux côtés, tout comme la coloration de la draperie, et la tête de Vénus était à l'origine vue de profil, ce qui la rend très similaire à la Vénus du Prado du Titien plus tardive. Grâce à une série de radiographies réalisées au XXe siècle, les chercheurs ont pu dire de manière concluante que cette peinture contenait différents éléments peints. Les raisons ayant entrainé ces changements ultérieurs sont encore inconnues mais ils peuvent avoir été suggérés par le commanditaire.

## Description et style

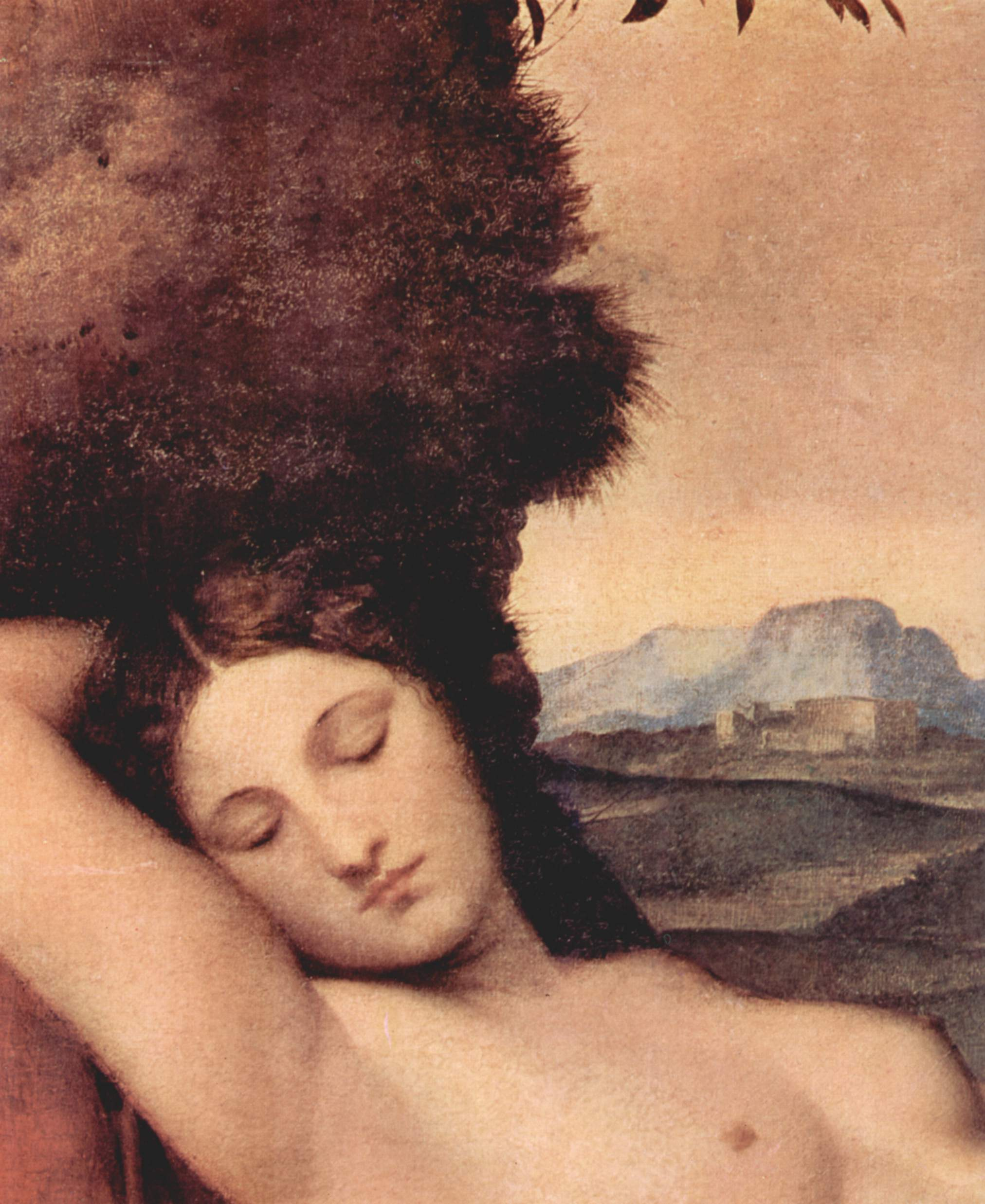
Détail.

Inspirée par les pierres précieuses antiques, ou par les représentations sculpturales gréco-romaines de l'Ariane endormie et de l'Hermaphrodite endormi, la Vénus endormie de Giorgione a commencé un véritable genre, repris par d'autres artistes vénitiens. 
Le tableau représente une femme nue, langoureusement endormie à l'extérieur, allongée sur un drap blanc et un coussin recouvert d'un drap rouge, sur fond de paysage ouvert (les maisons sont identiques à celles du Noli me tangere du  Titien). Comme l'ont confirmé les analyses aux rayons infrarouges, Le Titien a dû réparer certains dommages en réduisant la feuille et en élargissant le gazon, avec l'ajout de la toile rouge. La masse rocheuse sombre derrière la tête de la femme donne l'idée d'un ravin sous lequel elle repose ; Le Titien s'occupe aussi du ciel et du paysage, dont il se sert ensuite comme répertoire : on le retrouve à l'identique dans le Noli me tangere de Londres et en miroir dans Amour sacré et Amour profane.
Malgré la lourde intervention du Titien, l'invention du sujet est entièrement attribuée à Giorgione, qui doit également avoir défini la tendance douce du paysage qui fait écho aux formes du corps nu. Des implications érotiques subtiles se trouvent dans le bras levé de Vénus et le placement de sa main gauche sur son entrejambe, qui fait écho à la pose de l'Aphrodite pudique (Venus pudica), bien que l'actualisant vers une position étendue. L'atmosphère est modérément sensuelle et rêveuse, très différente des interprétations que les artistes suivants donneront du thème, où la femme bien éveillée se tourne sans vergogne vers le spectateur, exhibant ouvertement sa nudité, parfois sans même le geste de se couvrir modestement elle-même.
La Vénus de Giorgione se distingue par sa « brièveté poétique », c'est-à-dire la capacité de condenser le sens mythologique en quelques attributs essentiels, réduits à un message d'emprise émotionnelle immédiate et durable suscité par le nu idéalisé, qui n'exclut cependant pas l'allusion à des significations plus complexes. Dans d'autres représentations ultérieures, cependant, cette sélectivité des références symboliques sera perdue, s'enrichissant de multiples signes iconographiques.

## Critiques
Selon Sydney Freedberg, les implications érotiques sous-jacentes sont dues au bras levé de Vénus et au placement de sa main gauche sur son aine. Les draps sont peints en argent, une couleur froide, plutôt qu'avec les tons chauds les plus couramment utilisés pour le linge de maison. Ils ont un aspect rigide par rapport à ceux représentés dans des peintures similaires de Titien ou de Diego Vélasquez. Le paysage imite les courbes du corps de la femme et cela, à son tour, ramène le corps humain à être un objet naturel et organique. 
L'historien de l'art Michael Paraskos a suggéré que le tableau pourrait être une allégorie de l'île de Chypre, qui a été cédée à Venise par la reine Catherine Cornaro en 1489, le tableau ayant été créé sous l'influence de la cour en exil du Royaume de Chypre que le sénat vénitien a autorisé à s'établir à Asolo en Vénétie, évoquant un sentiment de perte et de désir de revenir. En plus de suggérer que le corps de Vénus est censé ressembler à la forme de l'île, Paraskos affirme que les caractéristiques géographiques qui l'entourent ressemblent à celles que l'on pouvait voir en voyageant du palais d'été de Lusignan à Potamia dans le sud-est de Chypre, vers le Massif du Troodos à l'ouest.
Le tableau fait partie du musée imaginaire de l'historien français Paul Veyne, qui le décrit dans son ouvrage justement intitulé Mon musée imaginaire.

## Influences
La pose de la figure a été reliée à l'une des illustrations de xylographie d'Hypnerotomachia Poliphili de 1499, mais un nu de cette taille, en tant que sujet unique, est sans précédent dans la peinture occidentale, et dans une large mesure détermine le traitement du type de figure pour les siècles à venir, à l'exclusion, par exemple, du traitement plus explicite dans les gravures contemporaines de Giovanni Battista Palumba. Bien que les estampes de vieux maître aient contenu beaucoup plus de figures féminines nues, les deux célèbres peintures de Sandro Botticelli, La Naissance de Vénus et Le Printemps, sont les précédents les plus proches de la peinture. L'attitude contemplative envers la nature et la beauté de la figure est typique de Giorgione.
La composition de cette œuvre eut une large résonance tout d'abord à Venise, où elle fut reprise par Titien avec la fameuse Vénus d'Urbin, Lorenzo Lotto (Vénus et Cupidon), Dosso Dossi (Pan et la Nymphe), Domenico Campagnola et Palma le Vieux (Nymphe dans un paysage). Elle fut très influente malgré l'affichage souvent restreint pendant quelques siècles de telles images. L'influence de cette peinture ou des peintures qu'elle a inspirées peut être retracée dans un certain nombre de nus allongés ultérieurs tels que la Vénus du Prado et la Vénus d'Urbin du Titien, la Vénus à son miroir de Velázquez, La Maja nue de Francisco de Goya, Olympia d'Édouard Manet, et d'autres œuvres de Jean-Auguste-Dominique Ingres et Pierre Paul Rubens, pour n'en citer que quelques-unes.